# Гиганти, Николетто
Николе́тто Гига́нти — итальянский мастер фехтования XVII века. На его фронтисписе 1606 года сохранилась надпись «Николетто Гиганти Венецианский», также есть полные основания так полагать, потому что он или его семья, переехали в Венецию из города Фоссомброне (Центральная Италия).

## Биография

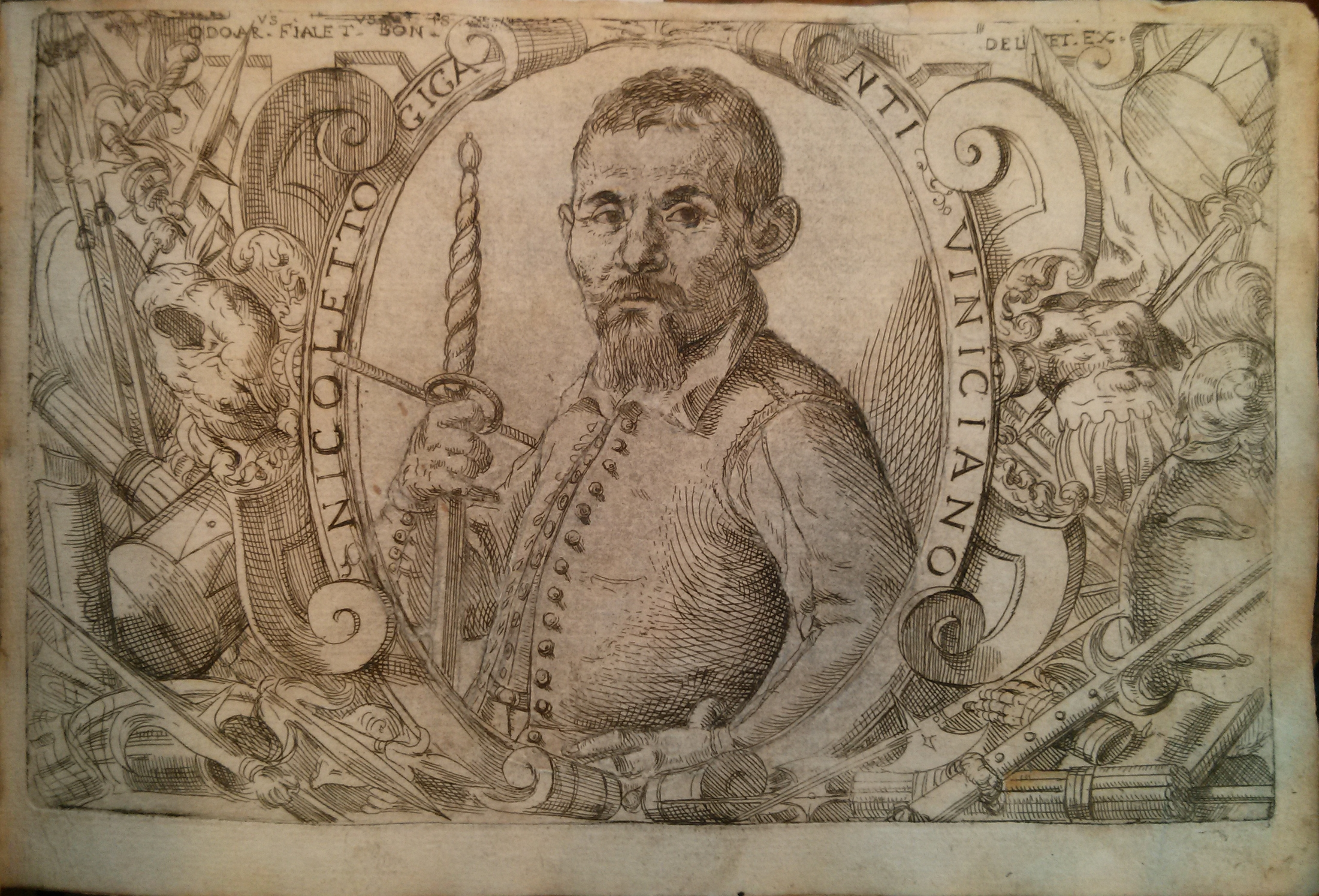
Николетто Гиганти «Scola, overo, teatro»

Мало что известно о жизни Гиганти, но в посвящении к своему трактату 1606 года, он насчитывает двадцать семь лет профессионального опыта, в то время, как семья Гиганти долгое время находились на военной службе в Венеции.

## Трактат «Школа или театр»

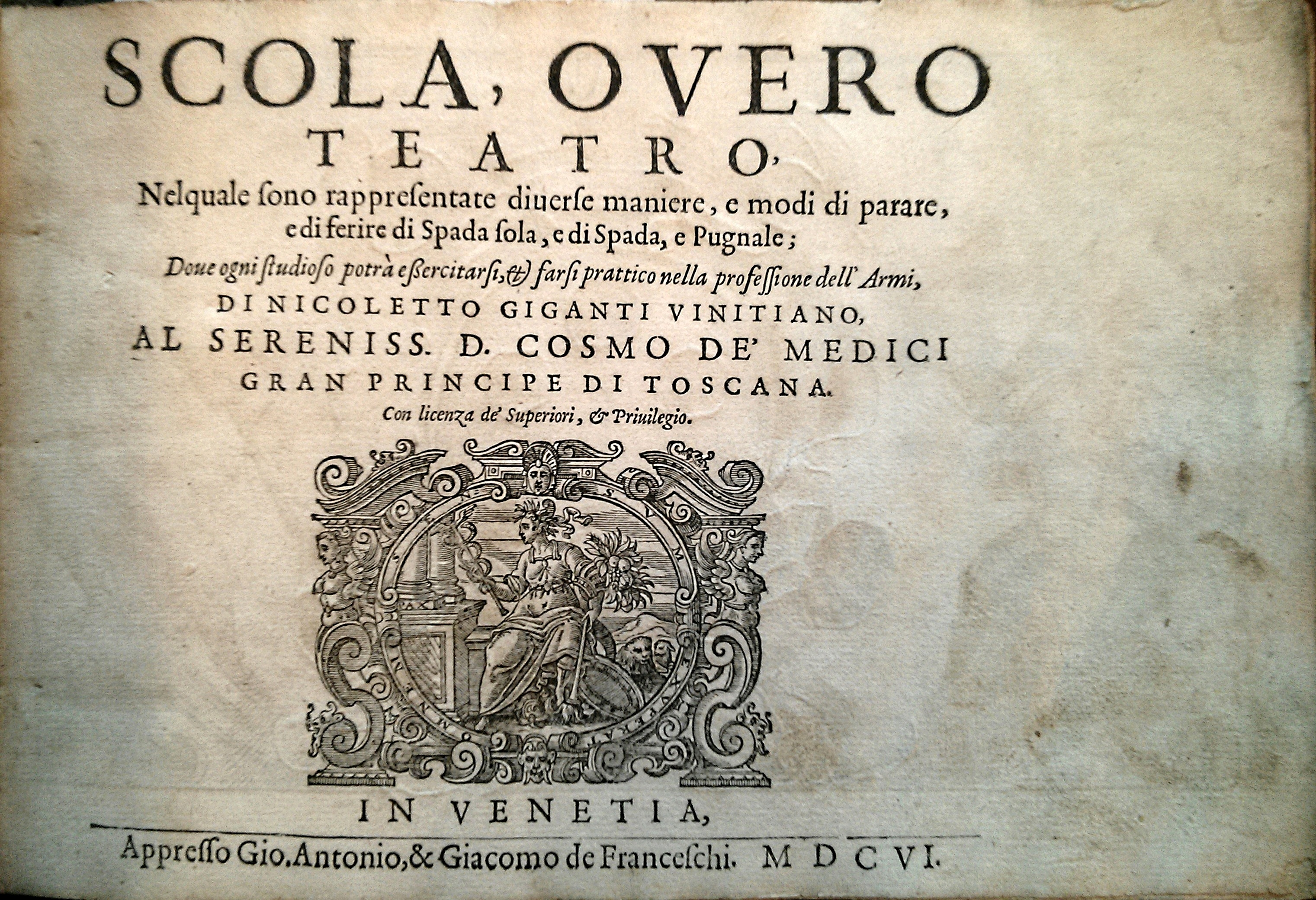
Трактат «Scola, overo, Teatro». Николетто Гиганти

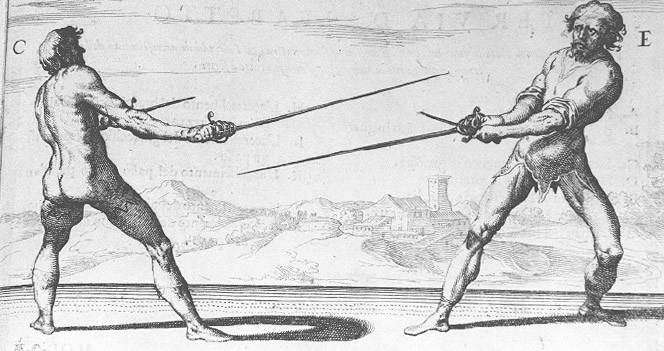
Демонстрация работы с мечом и кинжалом из трактата «Scola, overo, Teatro» Николетто Гиганти

Его работа, 1606 года, была переиздана в Италии в 1628 году, переведена на французский и немецкий языки соответственно в 1619, 1622 и 1644 годах.
Николетто Гиганти отличился тем, что впервые четко объяснил преимущества выпада в применении к большинству атак. Первая иллюстрация в его трактате «Scola, overo, teatro» изображает человека, который выполняет «tirare una stoccata longha», причем его поза не слишком отличается от правильного современного выпада.
Подобно Патеностриеру, Гиганти приводит несколько боевых позиций, но для использования выделяет только две, они соответствуют четвертой и третьей боевым позициям. В своей contra guardia, которая является обычным «соединением», он сочетает принципы contra postura или trovare di spada. Это действие, при котором корпус прикрывается при соединении клинков, он называет coprire la spada del nemico, и в зависимости от боевых позиций, которые он выделяет. Это действие называют либо stringere di dentro via, либо di fuora via. Колющие удары наносятся с выпадом или вместе с различными смещениями, так как учитываются движения, которые делает противник. Также Николетто Гиганти выделяет удар вытянутой рукой, которые выполняются по высокой или низкой линии. Их названия не отличаются. Все представленные Николетто Гиганти в своем трактате финты являются простыми, так как сложные финты со spada longa не позволяют выполнять быстрые движения.
Два года спустя Гиганти опубликовал вторую работу, где отстаивал преимущества боевой позиции с выдвинутой вперед левой ногой и заявил о намерении издать еще один трактат, в котором покажет, «что можно совершать все действия, выставив вперед левую ногу». Это непонятное заявление было совершенно необъяснимым, впрочем, упомянутая книга так и не увидела свет. Вместо нее были изданы французский и немецкий переводы первого трактата Николетто Гиганти «Scola, overo, Teatro», а также потом был еще раз переиздан.